# Иван Недков
Иван Цанев Недков е български предприемач, изобретил първия модел на катерна парна машина и основател на първата в Габрово железарска фабрика.

## Биография
Иван Недков е роден през 1867 г. в село Писанец, Русенско. Произхожда от бедно семейство и се обучава само до IV клас. За да помага в изхранването на семейството, малкият Иван пасе добитъка на заможните чорбаджии. След четвърти клас с помощта на местния православен свещеник Иван е изпратен да изучава черковно пеене.
Оказва се, че момчето има хубав глас, но няма влечение към религията. Една нощ Иван бяга от къщи и призори стига в Русе изгладнял, капнал от умора и без пукната пара в джоба. За щастие съдбата го отвела пред дюкяна на Петраки Ганев, който го открива сутринта, когато отива на работа. Прибира „бездомното“ дете при себе си и го записва в Морското техническо училище при Дунавската флотилия в Русе, а в свободното време младежът помага в дюкяна.
След три години Иван Недков завършва с отличен успех теоретичния курс. Следващите три години прекарва на практика в Дунавската флотилия като машинист и механик по карабите и катерите.

## Постижения
През есента на 1892 г. Иван Недков напълно завършва курса на обучение. Възложено му е да проектира и построи катерна парна машина с належащия към нея парен котел. Иван Недков се справя успешно с поставената задача. Ръководството на училището и окръжният управител командироват младия специалист на Първото Пловдивско изложение през 1892 за да демонстрира своята машина. Изобретението на Иван Недков е наградено със златен медал. Моделът имал дължина на парния котел 60 см., височина и широчина 48 см., а коминът е 71 см. Парната машина е висока 59 см, широка 35 см и се задвижва с твърдо дървено гориво.
След Пловдивското изложение, изобретението остава в Машинното училище във Варна и е използвано за учебно пособие. Днес се съхранява във Военноморски музей във Варна.
Пловдивското изложение носи и втори успех за Иван Недков – Васил Карагьозов, директор на вълнено-текстилната фабрика „Иван Калпазанов“ от Габрово забелязвя способния младеж. Завършил Technische Hochschule, Васил Карагьозов е впечатлен от представеното изобретение. Във фабрика „Иван К. Калпазанов“ е доставена парна машина от Белгия, която се нуждае от поддръжка и механик. Така Иван Недков се озовава в Габрово. След няколко години работа, Васил Карагьозов го изпраща на специализация в Кемниц, Саксония – градът, от който се закупуват текстилните машини за фабрика „Иван К. Калпазанов“ и където са установени солидни търговски контакти.
Там Иван Недков завършва вечерен техникум и след като се завръща в Габрово, Министерство на образованието го назначава за учител в Средното техническо училище в града, възстановило дейност след като е било закрито от Министерството през 1900 г. След извършени много ремонтни работи, нови пристройки към главната сграда и набиране на ученици, през 1904 г. училището започва да функционира нормално.

## Ив. Недков и Съдружие
Недков напуска учителската професия през 1906 г. с нова идея. От края на XIX и в началото на ХХ век Габрово се е превърнал в сериозен производствен център. Създадени са нови фабрики, оборудвани с модерни машини, които изпитват нужда от резервни части. Доставките от чужбина са бавни и скъпи. Иван Недков решава да запълни тази пазарна ниша. Сдружава се със собствениците на фабрика „Александър“ и заедно основават Машинна фабрика и железолеярна. Предприятието „Ив. Недков и Съдружие“ е основано през месец февруари 1906 г. като леярска работилница за земеделски сечива на едноименното командитно дружество с участието на Иван Недков и акционери на „Александър“ АД. В България липсват добре подготвени технически кадри, което налага Иван Недков да търси майстори от чужбина. Той наема на работа немците Мартин /леяр/ и Лудвиг Деег /моделчик/, както и румънеца Митика Петреску /леяр/. Освен като работници във фабриката, те обучават и други, които успяват да превърнат във висококвалифицирани кадри.
С течение на годините фабрика „Иван Недков“АД се превръща в „първоразредно машинно-железаро-леярско предприятие с 5 комплексно обзаведени отделения: леярно, ковашко, шлосерно, стругарско и пресово.“ Част от производствените машини са изработени в самата фабрика. Произвеждат се отливки на чугунени плочи до 4 тона, чугунени скари и плочи за печки, стълбове за осветление, тръби и елементи за канализация, парни котли, чугунени и ламаринени отоплителни радиатори и др. с годишно производство да 150 тона. През 1908 г. във фабриката на Иван Недков е изработен първият бронзов бюст на Чардафон Велики по скулптурата на художниците – учители Недялко Каранешев и Стефан Ковачев, а е отлят от Митика Петреску.
През периода на Балканските и Първата световна война фабриката е милитаризирана и произвежда ръчни гранати. Впоследствие фабриката е разширена, броят на наетите работници достига 70 през 1939. През 1947 фабриката е национализирана и при уедряването на индустрията машините ѝ са разпределени в други държавни предприятия.
Иван Недков умира в Габрово през 1936.

## Наследство
Семейството на Иван Недков прави многобройни дарения.
- През 1922 г. в тяхната фабрика е изработен метален парапет за втория етаж на библиотека „Априлов – Палаузов“, Габрово.
- През 1937 г. са дарени 5000 лв. на Механотехническото училище за основаване на благотворителен фонд за „Иван Недков“.
- 1500 лв. за безплатна ученическа трапезария към БЧК в Габрово през 1937 г.

Иван Недков е баща на трима сина – инж. Симеон Недков и съпругата му Иванка Карагьозова, доц. д-р Никола Недков и съпругата му Цветана Гюзелска, инж. Цветан Недков и съпругата му Цонка Цонева.